# Hoikkajärvi (sjö i Finland, Lappland, lat 66,47, long 28,12)
Hoikkajärvi är en sjö i Finland. Den ligger i kommunen Salla i landskapet Lappland, i den norra delen av landet, 700 km norr om huvudstaden Helsingfors. Hoikkajärvi ligger 230,5 meter över havet. Den ligger vid sjön Palojärvi. Den är 2 meter djup. Arean är 76,4 hektar och strandlinjen är 6,26 kilometer lång. Sjön  ingår i Kemi älvs huvudavrinningsområde. 